# Sibaganding (Bangun Purba)
Sibaganding is een bestuurslaag in het regentschap Deli Serdang van de provincie Noord-Sumatra, Indonesië. Sibaganding telt 921 inwoners (volkstelling 2010).